# Arterias digitales palmares comunes
Las arterias digitales palmares comunes son tres arterias que se originan en la convexidad del arco palmar superficial y continúan distalmente hacia los músculos lumbricales de la mano segundo, tercero y cuarto.

## Ramas
Cada una de estas arterias recibe a la correspondiente arteria metacarpiana palmar (o volar) y a continuación se divide terminalmente en un par de arterias digitales palmares propias.

## Distribución
Distribuyen la sangre hacia la palma de la mano.

## Imágenes adicionales
| |
| Músculos y arterias del antebrazo y mano derechos, incluyendo el arco palmar superficial (rotulado como Superficial Volar Arch (arco volar superficial) en este dibujo) y las arterias digitales palmares comunes ramificándose a partir de él. Vista palmar con la parte proximal (codo) arriba y la parte distal (mano) abajo. |

|                                                       |
| Arterias digitales palmares comunes en una disección. |